# ライト中央駅
ライト中央駅(ライトちゅうおうえき、Rheydt Hauptbahnhof)はドイツの都市メンヒェングラートバッハにある鉄道駅である。メンヒェングラットバッハはドイツの都市では唯一市内に中央駅が2つある都市である。1970年代にメンヒェングラットバッハ、ライトの2つの都市の合併の結果2つの中央駅が存在する都市となっている。
都市の合併によって他の都市では2つの都市名を駅名に入れ標示しているが、当駅はMönchengladbach-Rheydtとはならずその後も駅名が残っている。当駅は地域列車のみ停車し、長距離列車は停車しない。また、ライン＝ルール運輸連合とアーヘン運輸連合へ延びているサービスの南西部の境界にあたる。